# Benalmádena
Benalmádena település Spanyolországban, Málaga tartományban. Benalmádena Fuengirola, Mijas, Alhaurín de la Torre és Torremolinos községekkel határos. Lakosainak száma 77 654 fő (2024).
Benalmadena elsősorban a turizmusban ismert: olyan látványosságai vannak mint a 33 méter magas Benalmádena sztúpa, amely Európában a legmagasabb, a Benalmadenai kikötő, és a libegő. 
Benalmádena területén már történelem előtti időkben is laktak. Komoly fejlődést Benalmadénának a mór uralom hozott, miután a mórokat kiűzte 1485-ben a Kasztíliai Királyság a területről, a település fejlődése megállt a privatérek és a kalóztámadások miatt. 
A 19. századra a papíripar és a borászat fejlődése miatt a település ismét fejlődésnek indult. 

## Városrészek
A település három részből áll:
- Benalmádena Pueblo: A névadó falu, amely a tengerparttól 3 km-re van 200 méteres magasságban. A falu tipikus, fehérre meszelt falu házakból áll, szűkutcás, sikátoros közterületekkel. A településsrészen számos újépítésű házat hagyományos stílusban építettek.

- Benalmádena Costa: A modern, tengerparti városrész szállodákkal, bárokkal, étteremekkel, bevásárlóközpontokkal és apartmanokkal. Itt található a város híres yachtkikötője, a Puerto Marina Benalmádena. Olyan témaparkok vannak itt mint a SeaLife aquarium és a Selwo Marina.

- Arroyo de la Miel (magyarul: Mézpatak): Eredetileg egy önálló falu volt, amely az előbbi két település között helyezkedik el. Manapság ez a legnépesebb része a városnak, ahol jellemzően többemeletes apartmanházak találhatók. A szorakoztatóközpontok közül a Tivoli vidámpark és a libegő, a Teleférico de Benalmádena a legismertebbek.

## Gazdasága
Benalmádena legfontosabb gazdasági tevékenysége a turizmus és a hozzákapcsolódó szolgáltatások. A település 14 ezer szállodai ágykapacitással rendelkezik, ami a Costa del Sol egyik legmagasabb száma. Ehhez kapcsolódóan számos vendéglátói és kereskedelmi egység is üzemel. 
A turizmuson belül is az üdülőturizmushoz kapcsolódó szolgáltatások vannak: kaszinók, témaparkok, libegő, yachtkikötő és golfpályák várják a turistákat. Ezek a szolgáltatóegységek jelentik a város legfőbb bevételi forrását. 
A településen egykor hagyományos mezőgazdaság háttérbe szorult: 16 hektárnyi területen folyik mezőgazdasági tevékenység: olajfa, akovákdóültetvények vannak emellett kecske és juh tenyésztés. 

## Népesség
A település népessége az elmúlt években az alábbi módon változott:
| Lakosok száma | 33 557 | 42 437 | 52 217 | 58 854 | 65 965 | 66 939 | 68 859 | 68 128 | 73 160 | 77 654 |
|               | 2001   | 2004   | 2007   | 2009   | 2012   | 2014   | 2017   | 2019   | 2022   | 2024   |

## Híres személyek
- Itt született Isco (Francisco Román Alarcón Suárez), a Real Madrid CF labdarúgója 1992. április 21-én